# Aplologia
In linguistica, l'aplologia (dal greco haplóos, 'semplice') è un fenomeno di modificazione di una parola o di formazione di nuove, attraverso la scomparsa di una sillaba per un processo di dissimilazione che avviene tra due sillabe identiche, contigue nella sequenza sintagmatica, semplificate con la scomparsa di una delle due.
tragico-comico → tragicomico
mineralo-logia → mineralogia
morfo-fonologia → morfonologia
analis(i)-ista → analista
In alcuni casi, il fenomeno aplologico si manifesta in forme più complesse, cioè anche in relazione a sillabe non contigue, ma solo prossime. Ad esempio, in domani mattina → domattina, scompare non solo una delle sillabe "doppie", ma anche quella che tra esse si interpone.